# Nicolas Born
Nicolas Born (Duisburg, région del  Ruhr, 31 de diciembre de 1937 - Lüchow-Dannenberg,   Baja Sajonia, 7 de diciembre de 1979) fue un poeta, novelista y ensayista alemán.
Junto con R.D. Brinkmann, Nicolas Born era uno de los poetas más importantes y más innovadores de su generación publicados en Alemania Occidental en los años 1960 y 70.  Sus novelas Die erdabgewandte Seite der Geschichte'  (El lado oculto de la historia) y 'Die Fälschung' (La falacia)  han sido traducidas a más de una docena de idiomas. Estas novelas se cuentan entre las obras más importantes de la literatura alemana de la década de 1970.

## Vida y obra
Nicolas Born nació en 1937 en el seno de una familia pequeñoburguesa en Duisburg, una ciudad caracterizada por sus fábricas de acero y minas de carbón, en el oeste de Alemania. Trabajó para una compañía de impresión en Essen hasta que recibió un precio literaria por su primera novela, Der zweite Tag (El segundo día). El dinero del premio lo hizo posible para ir a Berlín. El premio también animó a ganarse la vida como escritor. Born era un autodidacta. Pero con sus poemas y los manuscritos de sus nuevas novelas, reunió suficiente atención de escritores y críticos conocidos como Ernst Meister, Johannes Bobrowski, Günter Grass, y Hans Bender. De esta manera recibió una beca de la reconocida Coloquio Literario de Berlín (LCB) en Berlín 1963/1964. Allí conoció a otros jóvenes escritores como Hubert Fichte (1935-1986), Hans Christoph Buch (nacido en 1944), Uwe Johnson (1934-1984), sino también colegas un poco mayores, como Peter Weiss (1916-1982),  Peter Rühmkorf (1929-2008) y Günter Grass (1927-2015). En esos años, Walter Höllerer (1922-2003) era influyente en la LCB. En 1960, ha editado un antología importante, Junge amerikanische Lyrik (Poesía americana joven), junto con Gregory Corso, y en 1967, la antología Ein Gedicht und sein Autor, publicado por LCB – una antología que exaltó la poética de William Carlos Williams y Charles Olson pero también la de Henri Michaux y Tadeusz Rózewicz.
En 1964, Born fue invitado por el "Grupo 47" para leer pasajes de su obra delante de sus colegas, y para discutir su obra con ellos. Esto fue considerado un honor. Friedrich Christian Delius fue invitado en el mismo año; Erich Fried, Hubert Fichte y Hans Christoph Buch en 1963, y Yaak Karsunke in 1965. Todos ellos y algunos otros como Gaston Salvatore, Johannes Schenk, etc. eran voces importantes al final de la década de 1960 y durante la década de 1970, y todos ellos eran políticamente cercano al movimiento estudiantil. 
Born publicó Marktlage (Situación del mercado), su primer volumen de poemas, en 1967.
En 1969/70 fue invitado a participar en el International Writers Workshop in Iowa, una institución que sirve a la política cultural estadounidenses en el extranjero y que invita a escritores jóvenes prometedores de Europa y el (así llamado) Tercer Mundo. En Iowa,  Born se encontró interesantes poetas americanos como Ted Berrigan, Allen Ginsberg y Charles Bukowski, sino también unos pocos poetas europeos como Tom Raworth, Anselm Hollo, y Eric Torgersen.  Ginsberg, Torgersen, Raworth y John Batki se convirtieron en sus amigos. A su regreso en 1970, su segundo volumen de poemas Wo mir der Kopf steht : Gedichte (Donde mi mente se encuentra: poemas) fue publicado.
En 1972, Nicolas Born publicó su tercer colección de poemas, Das Auge des Entdeckers (El ojo del descubridor), en la famosa serie de Rowohlt, "El nuevo libro".  Estos poemas fueron influenciados en gran medida por la poesía estadounidense contemporánea.  Revelaron también una perspectiva relativamente relajada con respecto a la cuestión de la eficacia polítíca de la literatura. Sin duda fue más relajado que la posición teórica y la praxis poética de algunos colegas como Erich Fried (1921-1988), Yaak Karsunke (nacido en 1934), Peter Paul Zahl (1944-2011), Volker von Törne (1934-1980) o la posición de los estudiantes rebeldes desde 1968. El ojo del descubridor se vendió muy bien para una colección de poesía. Debido a este libro, algunos críticos consideran a Born como uno de los poetas más importantes e innovadores de su generación en Alemania, junto con Rolf Dieter Brinkmann.
En 1973, una traducción de poemas de Kenneth Koch, realizado por Born, fue publicado. Y en 1978, la colección Gedichte : 1967 - 1978.   Es de destacar que, come traductores, Nicolas Born y R.D. Brinkmann estaban principalmente interesados en poetas de la “New York school” (Escuela de Nueva York) como Frank O'Hara, John Ashbery y Frank O'Hara (poetas cuya poesía mostró frecuentemente algunos rasgos comparables a los rasgos del “arte pop”) mientras que otros “Nuevos Poetas  Americanos" –  especialmente poetas de la “West Coast” (costa oeste) como Lawrence Ferlinghetti y Gary Snyder que eran políticamente comprometidos - han recibido menos atención.
En lo político, Born era un poco ortodoxo de izquierda, y como tal, era muy respetado por muchos de sus colegas y por el pública progresiva en la medida en que se estaba intersado en la literatura nueva.
Su trabajo como novelista también fue significativa. Born era también activo contra las centrales nucleares.  Como ensayista, escribió con frecuencia en contra “el sistema loco de la realidad” y contra el “mundo de la máquina”.
Junto con Peter Handke y Michael Krüger, Born era un miembro del jurado del  Premio Petrarca por literatura europea, desde que el premio fue fundada en 1975, hasta su muerte.
Nicolas Born murió en 1979 de cáncer, tal vez un resultado de la exposición a sustancias químicas peligrosas cuando trabajaba en Essen

### ”Nicolas Born revival” en 2004
En  2004, su hija menor, Katharina Born, ha hecho una edición crítica y casi completa de los poemas de Nicolas Born que incluye algunos poemas anteriormente inéditos. Póstumo, Nicolas Born fue galardonado con el Premio Peter Huchel para este libro.
En 2007,  Nicolas Born, Briefe 1959-1979 (Cartas, 1959-1979), editado por Katharina Born, fue publicado.

## Poemarios (Selección)
- Marktlage: Gedichte.  Colonia y Berlín : Kiepenheuer & Witsch, 1967.  Sin ISBN
- Wo mir der Kopf steht: Gedichte.  Colonia y Berlín : Kiepenheuer & Witsch, 1970. Sin ISBN.
- Das Auge des Entdeckers : Gedichte. Zeichnungen von Dieter Masuhr. Reinbek bei Hamburg : Rowohlt 1972, ISBN 3-499-25021-7.
- Gedichte: 1967-1978. Reinbek bei Hamburg : Rowohlt, 1978. ISBN  3-498-00449-2.
- Gedichte.  Ed. por Katharina Born. Göttingen :  Wallstein-Verlag, 2004. ISBN 3-89244-824-8.
- Liebesgedichte (Ausgewählt und mit einem Nachwort versehen von Tom Schulz). Berlín : Insel-Verlag 2011. ISBN 978-3-458-35358-4.

## Novelas, ensayos, discursos, etc.
- Der zweite Tag: Roman. Colonia y Berlín : Kiepenheuer & Witsch, 1965.  Sin ISBN
- Die erdabgewandte Seite der Geschichte: Roman. Reinbeck bei Hamburg : Rowohlt,  1976. ISBN  3-498-00444-1.
- Die Fälschung: Roman.  Reinbeck bei Hamburg : Rowohlt, 1979. ISBN 3-498-00455-7.
- Die Welt der Maschine: Aufsätze und Reden, ed. por Rolf Haufs. Reinbeck bei Hamburg : Rowohlt,  1980. ISBN 3-498-00462-X.
- Nicolas Born, ed. por Heidrun Löper. Berlín (RDA) : Verlag Neues Leben, 1981. Sin ISSN/ISBN.
- Täterskizzen: Erzählungen. Reinbek bei Hamburg : Rowohlt, 1983. ISBN 3-498-00481-6.
- Ein Lied das jeder kennt, ed. por Chris Hirte. Berlín  (RDA) : Volk und Welt, 1989. ISBN 3-353-00533-1.
- Entsorgt:  für Bariton solo.  (Compositor: Aribert Reimann, texto: Nicolas Born). Mainz : Schott, 1989.